# Leonid Portienko

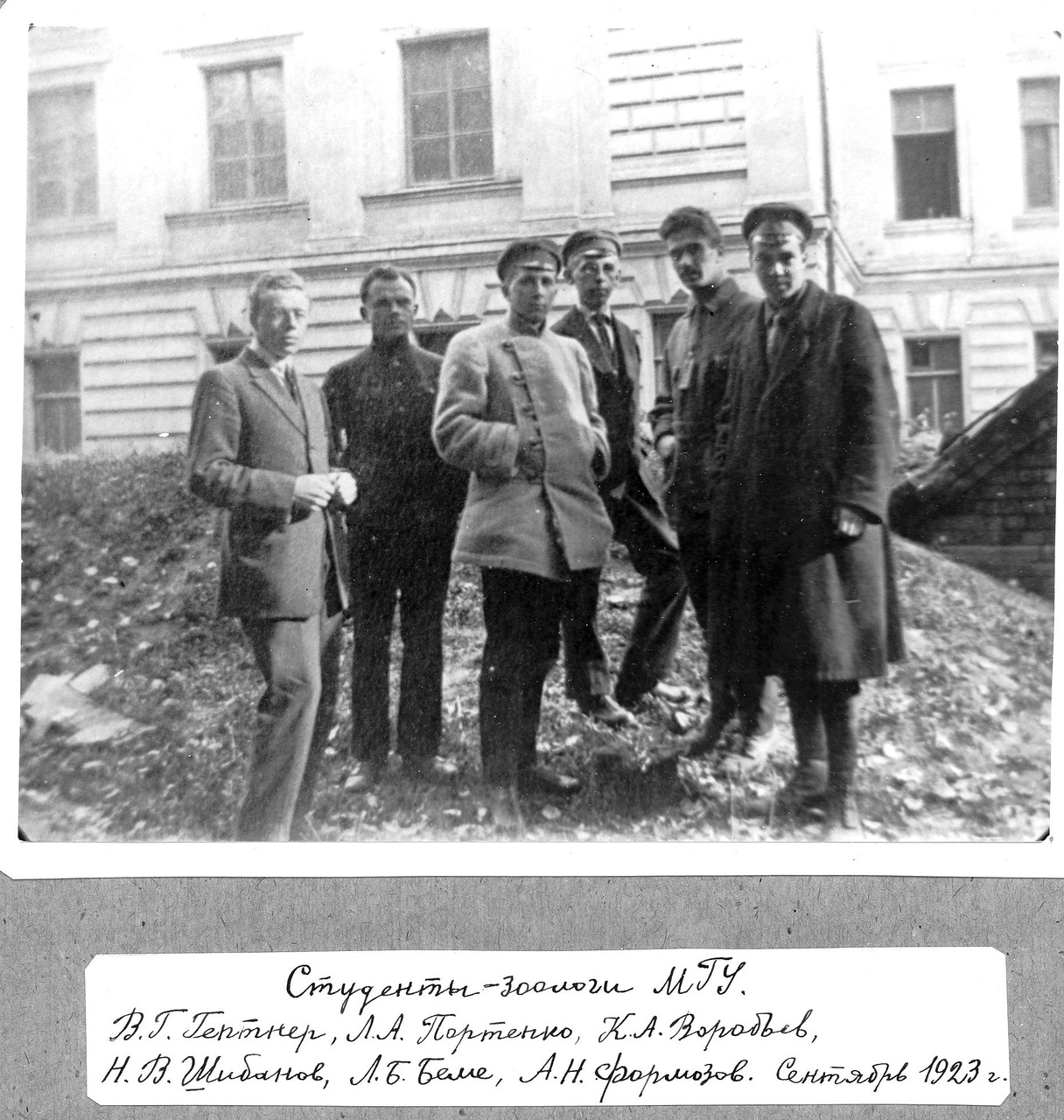
Portenko (drugi od lewej) z innymi studentami zoologii w 1923 r.

Leonid Aleksandrowicz Portienko (ros. Леонид Александрович Портенко) (ur. 1896, zm. 1972) – rosyjski ornitolog i zoolog. Pracownik Instytutu Arktycznego i Instytutu Zoologicznego Akademii Nauk ZSRR. Badacz awifauny obszarów arktycznych Związku Radzieckiego. 
Podczas swojej pracy w Oddziale Ornitologii Instytutu Zoologii wyjeżdżał w ekspedycje naukowe w mało znane zoologicznie obszary polarne m.in. Północnego Uralu, Nowej Ziemi, Półwyspu Czukockiego, Kamczatki i Wysp Kurylskich, ale również i Azji Środkowej. Tworzył mapy występowania gatunków w ZSRR, które ukazały się później w atlasie rozmieszczenia ptaków palearktyki (Атлас распространения палеарктических птиц), wydanego wspólnie przez Akademie Nauk ZSRR i NRD. Dzięki jego pracy północno-wschodnia Azja była jednym z najlepiej zbadanych ornitologicznie obszarów byłego ZSRR. 
Najważniejsze dzieła: 
- Фауна птиц внеполярных частей Северного Урала (1973);
- Фауна Анадырского края (1939, 1941);
- Птицы Чукотского полуострова и острова Врангеля (1972–1973);

jak i wkład w czterotomowy przewodnik do identyfikacji ptaków Птицы СССР (1951–1954).